# Krępka
Krępka – osada w Polsce położona w województwie pomorskim, w powiecie starogardzkim, w gminie Lubichowo.